# Kunstchronik
Die Kunstchronik ist eine deutsche kunstwissenschaftliche Fachzeitschrift.

## Kunstchronik ab 1948
Die Kunstchronik (vollständiger Name: Kunstchronik. Monatsschrift für Kunstwissenschaft, Museumswesen und Denkmalpflege) wird vom Zentralinstitut für Kunstgeschichte in München herausgegeben und ist zugleich Mitteilungsblatt des Verbands Deutscher Kunsthistoriker. Sie gilt als das wichtigste gedruckte „Schwarze Brett“ der deutschsprachigen Kunstgeschichte.
Sie erscheint seit August 1948 in elf Heften pro Jahr (Heft 9/10 jeweils als Doppelnummer) im Fachverlag Hans Carl in Nürnberg. Sie enthält Berichte über Tagungen und Ausstellungen, Buchrezensionen bzw. Literaturberichte, kurze Berichte über neue Funde, Beiträge zu Fragen der Denkmalpflege und der Kulturpolitik, zu Studienfragen und zu den Neuen Medien und anderes mehr.
Die Jahrgänge werden nach und nach auch digital kostenfrei zur Verfügung gestellt. Institutionen können einen kostenpflichtigen Zugang zu den meisten Jahrgängen über DigiZeitschriften erwerben.

## Kunstchronik von 1866 bis 1932
Vom 30. Januar 1866 bis 1932 erschien die Kunstchronik im Leipziger Verlag E. A. Seemann, zunächst unter dem Titel Kunstchronik. Wochenschrift für Kunst und Kunstgewerbe, und war ein Beiblatt zur Zeitschrift für bildende Kunst zum Kunstgewerbeblatt. Ab 1890 lautete der Titel Kunstchronik. Wochenschrift für Kunst und Kunstgewerbe. Neue Folge und von 1918 bis Oktober 1923 Kunstchronik und Kunstmarkt. Wochenschrift für Kenner und Sammler. Zu den Autoren des Blatts gehörten zahlreiche renommierte Kunsthistoriker, u. a. Hans Tietze.
Die Zeitschrift wurde eingestellt, da sich die Abonnenten die notwendige Erhöhung des Bezugspreises wegen der Hyperinflation im Jahr 1923 nicht mehr leisten konnten. Ab 1922 war Alfred Kuhn Redaktionsleiter und 1925/26 Herausgeber der Zeitschrift. 1926 wurde der Titel in Kunstchronik und Kunstliteratur, Neue Folge geändert und diente als „Ankündigungsblatt des Verbandes der deutschen Kunstgewerbevereine“. Sie enthielt neben Kurznachrichten ausführliche Ausstellungsbesprechungen und Rezensionen aktueller Fachliteratur.